# Snowskate
Als Snowskate (auch Snowdeck oder Snow Skateboard) wird ein Sportgerät bezeichnet, das einem Skateboard (Deck) ohne Rollen, aber mit Kufen oder Gleitflächen für Schnee, ähnlich ist. Es wird den sogenannten Funsportarten zugeordnet.
Snowskates besitzen anstatt einer rauen Oberfläche (Griptape), die man bei herkömmlichen Skateboards findet, eine Gummi- oder Neoprenoberfläche, um eine Vereisung durch Schnee zu verhindern. Anders als beim Snowboard ist der Fahrer nicht über eine Bindung mit dem Brett verbunden. Ebenso besitzt es im Gegensatz zum Snowboard keine Metallkante. Das Lenken geschieht hauptsächlich durch Versetzen des Snowskates mit den Füßen, da das Deck aus Stabilitätsgründen sehr steif ist. Die Unterseite des Snowskates ist mit längs verlaufenden Rillen, den sogenannten Channels versehen, welche dafür sorgen, dass das Snowskate geradeaus fährt.

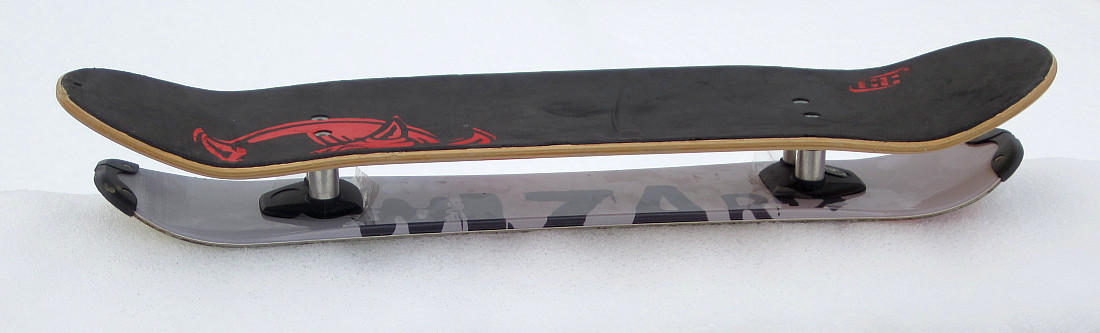
Snowdeck von 2006

Eine Variation der Snowskates sind die Snowdecks. Eine Art Ski (sub-deck) unter dem Board ersetzt hier die Channels. Modelle mit vier kleinen Kufen, anstelle der Rollen eines Skateboards, sind ebenfalls erhältlich. Ebenfalls zu den verwandten Sportgeräten gehören Snoglides.